# S-Nitrosoglutathion
Le S-nitrosoglutathion (GSNO) est un S-nitrosothiol endogène qui constitue une source de monoxyde d'azote NO biodisponible et joue un rôle critique dans la signalisation cellulaire faisant intervenir le monoxyde d'azote. NO coexiste dans les cellules avec les S-nitrosothiols, qui servent de donneurs et de transporteurs de monoxyde d'azote endogène. Les S-nitrosothiols libèrent spontanément du monoxyde d'azote à des vitesses différentes, et ils peuvent jouer le rôle de terminateurs efficaces des réactions par propagation en chaîne de radicaux libres en réagissant directement avec les radicaux ROO•, ce qui donne des composés nitro. Le monoxyde de carbone est produit dans les cellules par les enzymes de la famille de l'oxyde nitrique synthase (NOS), tandis que les sources in vivo de nombreux S-nitrosothiols ne sont pas connues. En revanche, dans les environnements oxygénés, la formation des S-nitrosothiols résulte de l'oxydation du monoxyde d'azote en trioxyde d'azote N2O3. Certains éléments suggèrent que le monoxyde d'azote exogène et le monoxyde d'azote produit de manière endogène par l'oxyde nitrique synthase peuvent l'un et l'autre réagir avec le glutathion pour donner du S-nitrosoglutathion.
La formaldéhyde déshydrogénase, également appelée S-nitrosothiol réductase (GSNOR), catalyse la réduction du S-nitrosoglutathion en un intermédiaire réactionnel instable, le S-hydroxylaminoglutathion, qui se réarrange spontanément en un sulfamidé ou, en présence de glutathion GSH, forme du glutathion oxydé GSSG et de l'hydroxylamine NH2OH,,. La formaldéhyde déshydrogénase joue ainsi un rôle déterminant dans la régulation de la concentration cellulaire en S-nitrosoglutathion, ce qui a pour effet de réguler également les niveaux de S-nitrosothiols endogènes et donc la signalisation cellulaire fondée sur la S-nitrosylation des protéines.

La production de S-nitrosoglutathion peut servir de réservoir stable et mobile de monoxyde d'azote, qui peut efficacement assurer la transduction de signal,. Contrairement à d'autres messagers de petite taille, qui activent des récepteurs cellulaires en se liant à eux, la signalisation par monoxyde d'azote est transmise par des complexes entre NO et des métaux de transition ou des protéines des cellules cibles, souvent par S-nitrosylation de résidus de cystéine,. Diverses études suggèrent que le métabolisme du monoxyde d'azote joue un rôle important dans les maladies cardiovasculaires et respiratoires humaines, ainsi que dans la tolérance immunitaire lors des greffes d'organes,,,.